# Aspila ebenicor
Aspila ebenicor là một loài bướm đêm trong họ Noctuidae.